# Coppa di Francia 2010 (ciclismo)
La Coppa di Francia di ciclismo 2010, diciannovesima edizione della competizione, si svolse dal 31 gennaio al 26 settembre 2010, in 13 eventi tutti facenti parte del circuito UCI Europe Tour 2010 categoria 1.1, tranne il Tour de Vendée con categoria 1.HC. Fu vinta dal colombiano Leonardo Duque della Cofidis, mentre il miglior team fu Bretagne-Schuller.

## Calendario
| Corsa | Data         | Evento                                        | Vincitore        | Squadra           | Leader della classifica |
| ----- | ------------ | --------------------------------------------- | ---------------- | ----------------- | ----------------------- |
| 1     | 31 gennaio   | Grand Prix d'Ouverture La Marseillaise (2010) | Jonathan Hivert  | Saur-Sojasun      | Jonathan Hivert         |
| 2     | 21 marzo     | Cholet-Pays de Loire (2010)                   | Leonardo Duque   | Cofidis           | Jonathan Hivert         |
| 3     | 13 aprile    | Parigi-Camembert (2010)                       | Sébastien Minard | Cofidis           | Leonardo Duque          |
| 4     | 15 aprile    | Grand Prix de Denain (2010)                   | Denis Flahaut    | ISD Continental   | Leonardo Duque          |
| 5     | 17 aprile    | Tour du Finistère (2010)                      | Florian Vachon   | Bretagne-Schuller | Leonardo Duque          |
| 6     | 18 aprile    | Tro-Bro Léon (2010)                           | Jérémy Roy       | FDJ               | Florian Vachon          |
| 7     | 2 maggio     | Trophée des Grimpeurs                         | Annullato        | Annullato         | Florian Vachon          |
| 8     | 29 maggio    | Grand Prix de Plumelec-Morbihan (2010)        | W. Sulzberger    | FDJ               | Florian Vachon          |
| 9     | 1º agosto    | La Poly Normande (2010)                       | Andy Cappelle    | Verandas Willems  | Florian Vachon          |
| 10    | 29 agosto    | Châteauroux Classic de l'Indre (2010)         | Anthony Ravard   | AG2R La Mondiale  | Florian Vachon          |
| 11    | 5 settembre  | Tour du Doubs (2010)                          | Jérôme Coppel    | Saur-Sojasun      | Leonardo Duque          |
| 12    | 19 settembre | Grand Prix d'Isbergues (2010)                 | A. Saramotins    | Saxo Bank         | Leonardo Duque          |
| 13    | 26 settembre | Tour de Vendée (2010)                         | Koldo Fernández  | Euskaltel-Euskadi | Leonardo Duque          |

## Classifiche
| Pos. | Corridore          | Squadra       | Punti |
| ---- | ------------------ | ------------- | ----- |
| 1    | Leonardo Duque     | Cofidis       | 145   |
| 2    | Florian Vachon     | Bretagne      | 144   |
| 3    | Jonathan Hivert    | Saur-Sojasun  | 130   |
| 4    | Romain Feillu      | Vacansoleil   | 89    |
| 5    | Renaud Dion        | Roubaix-Lille | 73    |
| 6    | Cédric Pineau      | Roubaix-Lille | 73    |
| 7    | Jérôme Coppel      | Saur-Sojasun  | 71    |
| 8    | Sébastien Minard   | Cofidis       | 68    |
| 9    | Jérémy Roy         | FDJ           | 58    |
| 10   | Matthieu Ladagnous | FDJ           | 58    |

| Pos. | Squadra                 | Punti |
| ---- | ----------------------- | ----- |
| 1    | Bretagne-Schuller       | 105   |
| 2    | Cofidis                 | 93    |
| 3    | FDJ                     | 91    |
| 4    | Roubaix-Lille Métropole | 82    |
| 5    | Saur-Sojasun            | 80    |
| 6    | BigMat-Auber 93         | 74    |
| 7    | AG2R La Mondiale        | 59    |
| 8    | Bbox Bouygues Telecom   | 58    |